# Kirsten Emmelmann
Kirsten Emmelmann (dekliški priimek Siemon), nemška atletinja, * 19. april 1961, Warnemünde, Vzhodna Nemčija.
Nastopila je na poletnih olimpijskih igrah leta 1988 ter osvojila bronasto medaljo v štafeti 4x400 m. Na svetovnih prvenstvih je osvojila naslov prvakinje v štafeti 4x400 m in bronasto medaljo v teku na 400 m leta 1987, na evropskih prvenstvih zaporedna naslova prvakinje v štafeti 4x400 m v letih 1982 in 1986, na evropskih dvoranskih prvenstvih pa naslov prvakinje leta 1987 ter srebrno in bronasto medaljo v teku na 200 m, v teku na 400 m pa srebrno medaljo. 11. septembra 1982 je z vzhodnonemško štafeto ob evropskem naslovu postavila svetovni rekord v štafeti 4 x 400 m s časom 3:19,04 s, ki je veljal do leta 1984.